# 第二次世界大戦中のギリシャ

ギリシャ国
Ελληνική Πολιτεία (ギリシャ語)

国の標語: Ελευθερία ή θάνατος（ギリシア語）
自由か死か国歌: Ύμνος εις την Ελευθερίαν（ギリシア語）
自由への賛歌

ギリシャ国の位置（1942年）

第二次世界大戦中のギリシャ（だいにじせかいたいせんちゅうのギリシャ）では、第二次世界大戦時に枢軸国によって分割占領され、傀儡政権が建てられたギリシャについて述べる。
第二次世界大戦中、ギリシャ王国はイタリアの侵攻を受け、続いて始まったドイツ軍の侵攻により、ドイツ、イタリア、ブルガリアによって占領された。占領は1944年10月、ドイツ軍の撤退まで続いたが、クレタ島を始め島嶼地域は1945年5月、もしくは6月までドイツ軍の占領下にあった。
1940年10月、イタリアはギリシャに侵攻したが撃破され、反対にギリシャ軍のアルバニア侵攻を許していた。このため、ドイツ軍はバルカン半島への連合軍の上陸を懸念せざるを得なくなり、ソ連侵攻作戦である「バルバロッサ作戦」の延期を余儀なくされた。1941年4月、ドイツ軍はギリシャ侵攻を開始し、迅速な電撃作戦の前に5月半ばにはギリシャは枢軸国ドイツ、イタリア、ブルガリアの占領下に置かれた。この占領はギリシャ人に恐ろしい負担をもたらし、300,000人以上が飢死し、数千人が報復で殺され、ギリシャ経済は破綻した。そのため、ギリシャではパルチザン活動が発生した。これらのパルチザンはゲリラ活動を開始し、各地のパルチザンはネットワークを形成してスパイ活動を行ったが、1943年後半からはお互いの主義主張の違いから内戦を始めていた。1944年10月にギリシャが解放された時、ギリシャは危機的状況であり、それは内戦の勃発を招くこととなった。

## 降伏
1940年10月28日の早朝、ギリシャ駐在イタリア大使エマヌエーレ・グラッツィ（it:Emanuele Grazzi）は、就寝中だったギリシャ首相イオアニス・メタクサスに最終通告を通達した。メタクサスは最終通告を拒絶したが（この日は、ギリシャの祝日となった）、その3時間後にはイタリア軍がアルバニアからギリシャへ侵攻を開始、ここにギリシャ・イタリア戦争が開始された。イタリア統領ベニート・ムッソリーニの動機は、イタリア軍がドイツ軍と同等の軍事的成功を収められることを証明したいということと、ヨーロッパ南東部はイタリアの勢力圏であるという考えであった。

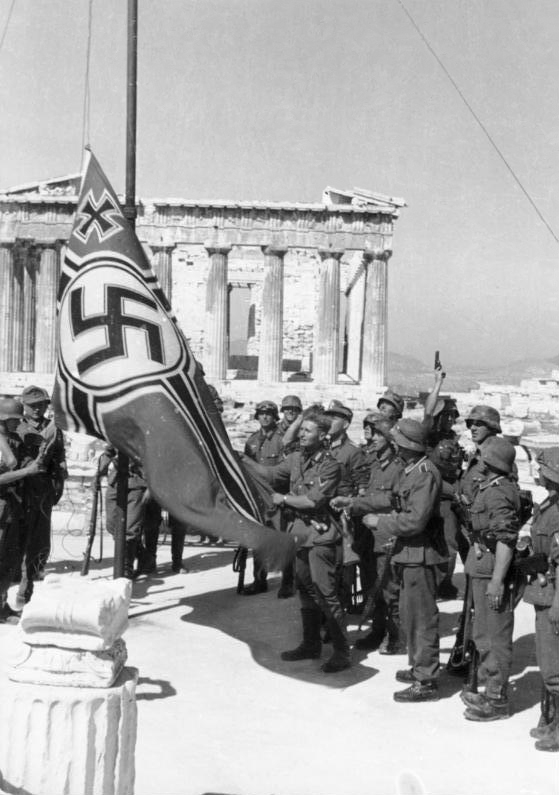
ドイツ軍将兵によってアクロポリスに掲げられるドイツ軍旗、のちにこれは引きずり降ろされ、初の抵抗運動となる。

ギリシャ軍はイタリアが考えていたよりも優秀であり、エピルスの山がちな地形を利用して有効な戦闘を行った。イタリア軍は当初は内陸部への進撃に成功したがギリシャ軍はこれに反撃、西マケドニアではゴリツァを占領するなどイタリア軍を押し戻した。12月中旬、イタリア軍の増援と厳しい冬によりギリシャ軍の攻勢が止まるまでに、ギリシャはアルバニアの4分の1を占領していた。1941年3月、イタリア軍による大規模反撃は失敗に終わり、結局小規模な地域を保持する事態となった。その後ドイツの介入でギリシャ軍が敗北、枢軸国の勝利に終わったとはいえ、イタリアに対するギリシャ軍のこの初期の勝利は、第二次世界大戦中の連合国にとって陸上における初めての勝利といえる。
ギリシャ軍の全21個師団のうち、15個師団がイタリアとの戦いに駆り出されたため、メタクサス・ライン（ギリシャによる、ユーゴスラビア、ブルガリア国境に築かれた防衛線）で4月初頭のドイツ軍侵攻を迎撃したのは6個師団だけだった。その頃、ギリシャ政府の要請により、イギリス首相ウィンストン・チャーチルがリビア駐留のイギリス連邦軍を送ることを決定、ギリシャは支援を受けることとなった。しかし、ギリシャ軍はヴァロナの占領に失敗、イタリア軍もなんとかアルバニアでの戦線再編に成功したために膠着状態に陥った。
1941年4月5日、膠着状態の打破を図ったドイツ軍がイタリア支援のためにバルカン半島への介入を開始、ユーゴスラビアへの侵攻と同時に、ブルガリア経由でギリシャへの侵攻を開始した。ギリシャ軍とイギリス連邦軍は反撃したが、ドイツ軍に圧倒された。
4月20日、北部でのギリシャ軍の抵抗が終わった後、トラキア西部とマケドニア東部のエーゲ海への出口を求めていたブルガリアがトラキア地方に侵攻した。ブルガリア軍はストルマ川（Strymon river）以東からエヴロス川西側のアレクサンドルーポリ～スヴィレングラード線までの地域を占領し、ギリシャ軍司令部は4月24日に降伏した。
さらにギリシャの首都アテネは4月27日に占領され、6月1日までにはクレタ島も制圧され、ギリシャ全土が枢軸国に占領された。
侵攻後、ギリシャ国王ゲオルギオス2世はクレタ島からカイロに亡命した。ギリシャ人右派による名目的な政府がアテネに成立したが、これは傀儡政権であった。

## 3分割占領
|                                                                             |
| 三分割占領されたギリシャ イタリア占領地域 ドイツ占領地域 ブルガリア占領地域 |

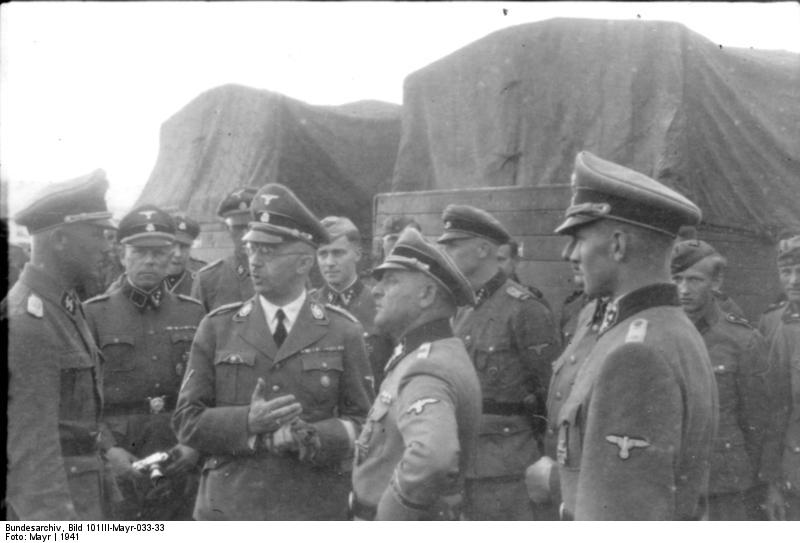
ギリシャを訪れたヒムラー1941年

ギリシャはドイツ、イタリア、ブルガリアの3国で分割占領されることになった。ドイツ軍は戦略的に重要な地点、すなわち、アテネ、マケドニア中部のテッサロニキ、クレタ島を含むエーゲ海の島々を占領した。また、ブルガリアは以前より、その領有を主張していたギリシャ北東部（エヴロス県を除くマケドニア東部とトラキア西部）を占領、併合した。そして、イオニア島、及びギリシャの3分の2はイタリア軍が占領することとなった。1943年9月、連合国のイタリア侵攻によりイタリアが連合国に降伏、イタリア方面からの連合軍の侵攻を恐れたヒトラーは素早くイタリア本土を占領、さらにイタリアが占領していた地域もドイツ軍が占領したが、その際にイタリア軍との間で戦闘が発生することもあった。イタリアの降伏に伴ってエーゲ海へ侵攻しようとするイギリス軍の目論見はレロス島の戦いにより失敗に終わった。

### ドイツ占領地域

#### ナチス・ドイツのギリシャ観
ナチス・ドイツにおいて古代ギリシャは憧れの的であった。そのため、ギリシャを占領していた時期、ドイツの政府要員、将兵たちがギリシャへ『戦争観光』に訪れていた。その中には親衛隊全国指導者であるハインリヒ・ヒムラーも含まれていた。しかし、古代ギリシャへの憧れは存在していたものの、近代ギリシャ人が古代ギリシャ人の後継者であるという点には疑問を抱いており、さらに19世紀ドイツの中世史家ファルメライヤーの『古代ギリシャ人の血統は7世紀のスラブ人の侵入により断絶した』という説も支持されていた。そのため、ナチスは近代ギリシャ人はスラブ人より上位であったが、『バルカンの野蛮人』であり、古代ギリシャの『高尚なヘレネス』とは別であるとされた。

#### 経済搾取と大飢饉
ギリシャは占領のために、大規模な損害を受けた。ただでさえ経済基盤の弱いギリシャは6ヶ月の戦いですでに経済危機に陥っており、さらに、ドイツの占領のため、厳しい経済的搾取が行われた。原材料と食料の厳しい要求が行われ、親独政府は多額の占領費用を負担することを強いられ1942年には国家収入の90%がその費用とされた。そのためにインフレーションが発生、さらにドイツの戦時公債の負担を強いられ、さらなる経済の悪化を引き起こした。しかし、その要求も連合軍による経済封鎖、破壊された国の基盤、強力なコネで形成された闇市場の出現により、1941年から1942年にかけての極めて厳しい寒さとなった冬に大飢饉（希: Μεγάλος Λιμός）が発生する元となり、約300,000人が餓死することとなり、この飢饉はギリシャ人を全滅させるために仕組まれたものと噂されるほどであった。スウェーデン、トルコなどの中立国からの援助にもかかわらず、援助物資のほとんどが親独政府の官僚の手に渡り、彼らから援助を「買う」ためにドイツ占領当局とのコネを持っている売人がそれを入手して闇市で売買、その値段を吊り上げて利ざやを稼いでいた。このために、ギリシャ亡命政府がこの多大なギリシャ人たちの苦痛を訴えを行い、結局、イギリス政府は部分的ながら、封鎖を解くことを強いられた。そして1942年夏より国際赤十字委員会により、民需品配布が十分にできる体制が整った。
| 地域                          | 1941年9月 - 11月 | 1941年12月 - 1942年1月 | 1942年3月 - 5月 | 1942年6月 - 7月 |
| ----------------------------- | ---------------- | ---------------------- | --------------- | --------------- |
| アテネおよび周辺部            | 8,896            | 20,244                 | 13,620          | 8,849           |
| 中央ギリシャ およびエヴィア島 | 696              | 1,789                  | 1,700           | 1,145           |
| ペロポネソス半島              | 1,461            | 2,956                  | 2,410           | 2,402           |
| テッサリア                    | 534              | 1,347                  | 1,504           | 1,236           |
| マケドニア                    | 1,195            | 2,771                  | 2,246           | 2,399           |
| イピロス                      | 189              | 313                    | 286             | 275             |
| クレタ島                      | 382              | 458                    | 354             | 333             |
| 島嶼                          | 1,373            | 3,640                  | 2,788           | 1,487           |

| 商品 (1oka当り) （1oka=1.2829kg） | 1940年10月1日 | 1942年9月1日 | 1943年10月1日 | 1944年1月1日 | 1944年4月1日 | 1944年9月1日  |
| --------------------------------- | ------------- | ------------ | ------------- | ------------ | ------------ | ------------- |
| パン                              | 10            | 7,000        | 13,000        | 34,000       | 460,000      | 34,000,000    |
| チーズ                            | 60            | 44,000       | 120,000       | 600,000      | 6,000,000    | 1,160,000,000 |
| オリーブ油                        | 50            | 30,000       | 80,000        | 200,000      | 2,800,000    | 400,000,000   |
| オリーブ                          | 26            | 7,000        | 22,000        | 80,000       | 1,200,000    | 400,000,000   |
| 靴 (一組)                         | 450           | 300,000      | 800,000       | -            | -            | 2,204,000,000 |

#### ナチスの蛮行

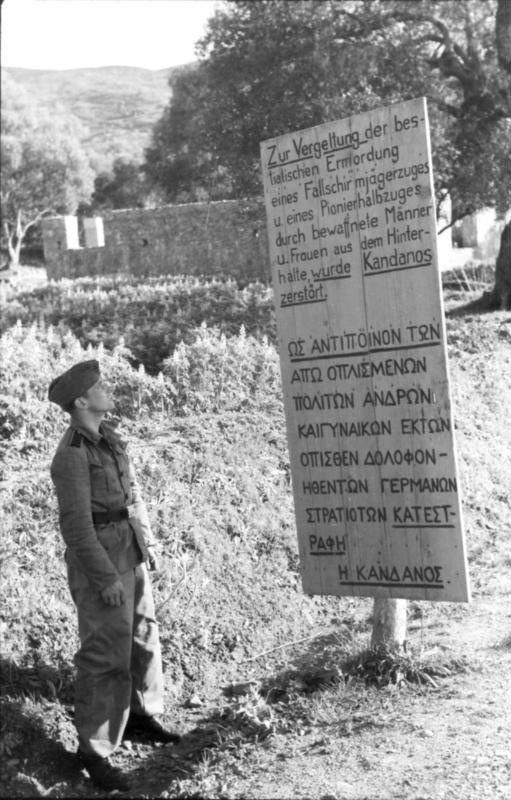
パルチザン活動が激しかったため、ドイツ軍によって破壊されたクレタ島、カンダノスの村に掲げられた看板。

占領以降、ドイツ軍に対するギリシャパルチザンの攻撃が増加したが、これにたいしてドイツ軍は報復として、一般市民の大量処刑で応じ、ドイツ兵1人が殺害されたならば、50人のギリシャ人を殺害するよう命じていた。それらの中で有名なものを列挙する。
1943年8月3日、en:Szczurowa massacre。
1943年8月16日、アルタ県のコンメノ（Kommeno）でドイツ第1山岳師団に行われたもので317人の村人が殺害され、村が焼かれた事件。
1943年9月21日、en:Massacre of the Acqui Division。1943年9月、連合軍のイタリア上陸によりイタリアが降伏、さらに国王ヴィットーリオ・エマヌエーレ3世がイタリア南部で連合国側の政府を形成したことにより、ドイツ軍がイタリア占領区域を制圧したが、その際、ケファロニア島とコス島においてイタリア軍将兵がドイツ軍に大量虐殺されていた。ケファロニア島では降伏を拒否したイタリア軍アクイ師団（第33山岳歩兵師団、アントニオ・ガンディン中将指揮）の将兵約12,000名が駐屯していたが、9月13日、ドイツ軍のスツーカの支援を受けた第1山岳師団の攻撃により、約1,300名の死傷者を出した後の9月21日、降伏を余儀なくされた。その翌日、4,500名以上の捕虜となったイタリア将兵がドイツ軍によって殺害された。その後、約4,000名の生存者がギリシャ本土へ輸送されることとなったが、イオニア海で輸送船が機雷に接触して沈没、約3,000名が犠牲となった。このケファロニア島での事件は小説「コレリ大尉のマンドリン」の元になっている。イタリアでも2005年に、同事件を題材にしたテレビ映画「対独パルチザン戦線1943 -ナチス包囲の島- 」が製作・放映された。
1943年12月13日、アカイアのカラブリタで行われた「カラブリタの大虐殺」、これはドイツ第117猟兵師団によって行われ、町のほとんどの男性が殺害され、町は完全に破壊された。
1944年6月10日にボイオーティアのディストモで発生した「ディストモの大虐殺」、これはSS警察部隊が218人の市民を殺害し、村を略奪して燃やし尽くされた。これらと同時に行われたパルチザン制圧作戦のために、何百もの村々が焼かれ、100万以上のギリシャ人が難民となった。

### イタリア占領区域

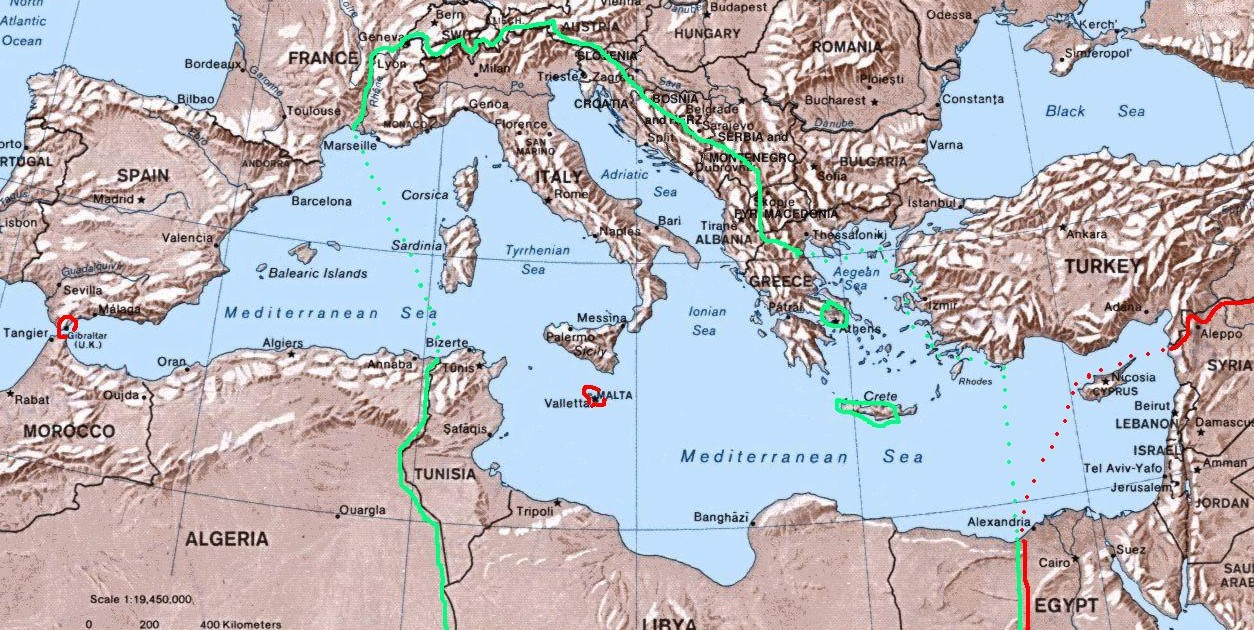
1942年、地中海におけるイタリアの最大領域（緑の線、赤い線はイギリス）

イタリアはギリシャ本土とエーゲ海の大部分の島を占領した。ギリシャの領土を併合する提案がローマでなされたが、結局実行されることはなかった。これはイタリア国王ヴィットーリオ・エマヌエーレ3世からの圧力によるものであり、また、ドイツがブルガリアによるギリシャ領土併合を強く否定していたことも関係している。
イタリアが長くその標的としてきたキクラデス諸島、イオニア諸島のギリシャ行政当局は、イタリアに併合されることを考え、行政権をイタリアへ譲渡した。アルバニア国境近くのエピルスにはアルバニアの少数民族、チャム＝アルバニア人が在住しており、その地域をチャメリアとしてアルバニア統一主義者が権利を主張していた。第二次世界大戦以前、イタリアはチャメリアとコソボの民族主義を煽ることにより、アルバニア人の支持を得ようとしており、ギリシャに対するイタリアの中傷はチャメリア問題を大きく取り扱っていた。 そのため、イタリアはチャメリアをアルバニアに併合したいと考えていたが、ドイツはこれを拒否した。アルバニアの高等弁務官にヂェミル・ディーノ（Xhemil Dino）が任命されたが、その権限は制限されており、占領期間中、アテネの軍政当局から直接支配された。
ギリシャ内でイタリアが支援を行っていた少数民族のもう1つの例が、アルーマニア人であり、マケドニア西部、テッサリア北部、エピルスを含んだピンドス公国が、アルキヴィアド・ディアマンディ（en:Alchiviad Diamandi di Samarina）、ニコラ・マトゥーシ（en:Nicola Matushi）、 チェスネキー・ジュラらによって建国された。しかし、アルーマニア人の大部分が統一を拒否、また、公国はディアマンディの支持者である、いわゆるローマ帝国の再来を夢見るイタリアの属州以上になることはなかった。そして、1943年に入ると、ギリシャパルチザンの激しい抵抗が始まり、9月に公国の後ろ盾であるイタリアの降伏を受けたドイツ軍の占領により、公国は事実上消滅した。
しかし、イタリアの占領区域はドイツ、ブルガリアの占領区域と比べて穏やかなものであった。ドイツ軍とは異なり、一部を除くイタリア軍は大規模報復を行わず、また、ユダヤ人保護も行った。しかし、イタリアがギリシャの大部分を占領していたため、イタリアは1942年−1943年から始まったギリシャパルチザンの活動に直面したが、それに対処することができなかった。1943年中頃までには、パルチザンはイタリア軍が駐屯していた町を含む山岳地帯からイタリア軍を追い出すことに成功、そして自由な地区「自由なギリシャ（Free Greece）」を作り上げた。
1943年9月、イタリアが降伏するとドイツ軍が占領を開始した。その結果、ドイツ軍によるパルチザン掃討作戦と反ユダヤ主義政策が行われた。

### ブルガリア占領区域

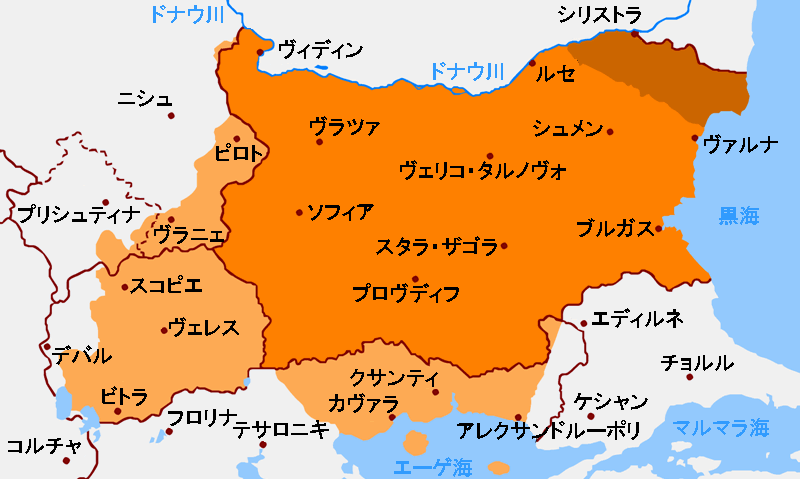
第二次世界大戦中のブルガリアの行政地図

ブルガリアは「領土問題」を解決するために、第二次世界大戦に枢軸国側で参加しており、第二次バルカン戦争で失ったマケドニア西部、ヌイイ条約で失ったトラキア西部を取り戻し、「大ブルガリア」の回復を目指していた。1941年3月1日、ブルガリアは枢軸同盟に参加、ギリシャにおけるブルガリアの領有権主張へのドイツの支持を要請した。
1941年4月20日、ブルガリア軍はギリシャへの侵攻を開始、ドイツ軍の後衛として進撃し、ギリシャ北東部のストルマ川以東のマケドニア東部、西トラキア（トルコ国境のエビロスはドイツ軍が占領した）を占領した。ドイツ、イタリアと異なり、ブルガリアは1941年5月14日、ブルガリアの民族主義者の悲願であった同占領区域を正式に併合した。その後、大規模な「ブルガリア化」が行われ、ギリシャ側の市長、教師、裁判官、弁護士、聖職者、憲兵らが追放され、ギリシャ語の使用は禁止、地名はブルガリア語に書き換えられた。さらに、ブルガリア政府はギリシャ人の強制労働、経済制裁を行ってギリシャ人を追放して土地家屋を奪い、ブルガリア人の移民を奨励、同地域のブルガリア化を行い、民族の入れ替えを図った。 1941年9月後半、ギリシャのドラマ（Drama）周辺で発生したギリシャ人の抵抗運動はブルガリア軍によって徹底的に鎮圧された。 そのため、1941年後半までに、100,000名以上のギリシャ人がブルガリア占領区域から追放された。
1943年5月、ブルガリア占領区域からのユダヤ人追放が始まった。1943年、ギリシャからイタリア軍が撤退した後、ドイツの管理の元、マケドニア中部にブルガリア軍が駐屯した。 しかし、1944年10月、ソビエト赤軍がブルガリア方面へ進撃し、また、ドイツ軍がギリシャより撤退、イギリス首相ウィンストン・チャーチルとソビエト連邦書記長ヨシフ・スターリンとの間で取り交わされた『（勢力範囲における）パーセンテージ協定』により、ブルガリア軍はマケドニア、トラキアから撤退することを強制された。そして、戦後のブルガリア占領地区の回復の困難を残してギリシャは再出発することとなった。

### 傀儡と協力
ドイツとの降伏交渉を行ったゲオルギオス・ツォラコグル将軍は、ドイツ傀儡政権の首相に任命され、アテネに滞在した。その後、首相の座はドイツに協力した著名なギリシャ人、コンスタンディノス・ロゴセトプロス、イオアニス・ラリスらに後を継がれる事となる。なお、イオアニス・ラリスはギリシャのドイツ協力部隊「防衛大隊（Security Battalions、Τάγματα Ασφαλείας）」の創設に責任を負っていた。抵抗運動の強かったギリシャではあったが、対独協力者は存在しており、国家社会主義、反共主義、そして日和見主義の発展のためにドイツへの協力を行った者が存在した。さらにドイツは、協力者を求め、ギリシャのファシズム組織、EEE（Εθνική Ένωσις Ελλάδος、Ethniki Enosis Ellados）、ゲオルグ・S・メルクーリ（George S. Mercouris）が指導者を務めるEEK（Ελληνικό Εθνικό Σοσιαλιστικό Κόμμα、 Elliniko Ethniko Sosialistiko Komma、）などやその他、ファシズムのESPO（Hellenic Socialist Patriotic Organization）や反ユダヤ主義のSidira Eirini（「鉄の平和（Iron Peace）」）などの小派閥も利用した。
ギリシャの少数民族の中ではチャム＝アルバニア人がエピルスにおいて枢軸国軍に協力した。 そのため、その後の1944年、ギリシャ解放後、民族協和ギリシャ連盟(Εθνικός Δημοκρατικός Ελληνικός Σύνδεσμος、 EDES)はこれを口実として、チャム＝アルバニア人をギリシャから追放した。
マケドニアにおいてはスラブ系少数民族はOhranaのような準軍事組織を創設して、ギリシャ人の追放を行い、ブルガリア軍に協力した。

## 抵抗活動
ほとんどのギリシャ人はドイツへ協力をせずに、それを仕方なく受け入れるか、抵抗を選んだ。多くのギリシャ人が山岳地帯へ逃亡したため、抵抗活動は早期に開始され、そしてそれは組織化された。1941年4月27日にドイツ軍がアテナイのアクロポリスに侵攻した時、ひとつのエピソードが発生した。ドイツ軍は、アクロポリスでギリシャの旗の護衛を行うエウゾネス（Evzone）のコンスタンチン・コウキィデス（Konstandinos Koukidis）にギリシャの旗を降ろすよう命令した。ギリシャ兵はそれに従いはしたが、旗を降ろした後に旗を胸に抱いて、アクロポリスから飛び降りた。数日後、ドイツ軍の軍旗（Reichskriegsflagge）が翻っていたが、それを愛国的な二人の若者マノリス・グレゾス（Manolis Glezos）とアポストロス・サンダス（Apostolos Santas）らは夜間、アクロポリスに侵入し、旗を降ろし破棄した。これはギリシャにおける最初の抵抗活動の1つであり、それを知ったドイツ支配下の他の国々の人々を奮起させることとなった。
さらに5月以降、共産党員は無党派層の人々が捕虜となっているイギリス軍将兵の逃亡の手助けや非合法文書の配布、サボタージュ活動などを通じて抵抗運動を開始、8月にはレムノス、キオス島などで電話線の切断、9月にはテッサロニキでの電話線切断など自発的な抵抗運動が開始されていた。さらにブルガリア占領区では武装ゲリラも発生していたが、これらは組織だって行われたものではなく、やがて小康状態に陥った。一方、カイロに亡命していたギリシャ亡命政府も共和派、反王党派などへの対処に忙殺されており、抵抗運動を組織化する余裕はなかった。
これらの状況により、メタクサス体制下で非合法化されていたギリシャ共産党はこれらの組織化を画策、1941年7月1日、第6回中央委員会においてギリシャ全土の抵抗運動組織化を呼びかけることを決定、9月10日の第7回中央委員会ではその具体的行動や抵抗運動の戦術を決定、さらに党派を超えた呼びかけを行いその結果、9月27日、民族解放戦線が結成された。
ギリシャパルチザンの中で最も勢力が強かったのはギリシャ共産党（KKE）の後援を受けた共産系ゲリラ民族解放戦線（民主解放戦線ともΕθνικό Απελευθερωτικό Μέτωπο EAM）とその軍事組織民族人民解放軍（Ελληνικός Λαϊκός Απελευθερωτικός Στρατός ELAS）で、ドイツ軍に対して、ゲリラ戦術を用いて破壊活動を行い、大きな成功を収めていた。また、一方で反共主義者もパルチザンを組織しており、共和主義者であったギリシャ軍の元大佐のナポレオン・ゼルバス率いる民族協和ギリシャ連盟（国民民主連盟とも、Εθνικός Δημοκρατικός Ελληνικός Σύνδεσμος EDES）や王党派の ディミトリオス・プサロス大佐に率いられた国民社会解放運動（Εθνική και Κοινωνική Απελευθέρωσις EKKA）が組織されていたが、これらの組織はギリシャ軍及び、ギリシャの保守主義者が中心となって、組織化したものであった。1943年にはすでにいがみ合いが始まっていたが、1944年、ドイツ軍が撤退すると、民族協和ギリシャ連盟と民族人民解放軍はギリシャ内戦の前兆となる争いを始めていた。さらに、民族解放戦線は、民族協和ギリシャ連盟がドイツ軍の支援を受けたギリシャ傀儡政権の援助を受けていると主張、このため、ギリシャでは民族人民解放軍、民族協和ギリシャ連盟、ドイツ軍らによる三つ巴の戦いと化した。同時に民族人民解放軍は、国民社会解放運動のプサロス配下の第5/42エウゾネス連隊（5/42 Evzones Regiment）を攻撃、撃破した。
さらにこれに拍車をかけたのがイギリスの存在であった。イギリスはギリシャの庇護者を自任しており、戦前よりイギリスの特殊作戦執行部（SOE）がギリシャが枢軸国に占領された後も活動が行えるよう組織作りを進めていた。そしてその資金援助を行うために調査を行っていたが、その資金は対枢軸国対策に使用するよう厳命されてはいたものの、結局共産系の民族解放戦線もその対象とされていた。
さらに1942年9月以降、ドイツやヴィシー・フランスによって占領されている北アフリカでイギリス・アメリカ両軍が作戦活動を行うことが決定、バルカン半島においてドイツへの破壊活動として『ハーリング作戦』が決行されることとなった。そのため、イギリス中東司令部とイギリス特殊作戦執行部はギリシャへ連絡将校を派遣、民族人民解放軍、民族協和ギリシャ連盟、国民社会解放運動らと連絡を持ちテッサロニキ - アテネ間の鉄道路線破壊作戦への参加を取り付けた。民族協和ギリシャ連盟は初期においてゼルバスの怠慢であったため、連絡将校マイヤースは最後通告を用いて活動を行わせたが、民族人民解放軍はその時点でギリシャ中部で500もの部隊を形成していた。しかし民族人民解放軍は民族解放戦線によりその活動をサボタージュ活動に限定するよう命令を受けていたが、マイヤースはこれを無視するよう示唆、『ハーリング作戦』に参加することとなった。
結局、民族人民解放軍・民族協和ギリシャ連盟双方はドイツ軍駆逐という目標で協力、1942年11月25日、『ハーリング作戦』は決行され、テッサロニキ – アテネ間の鉄道の高架橋は破壊された。
一方でドイツ軍と反共系パルチザンはお互いを攻撃しないことに同意していた。この約束により、若干の地域でドイツ軍の活動が抑制され、民族協和ギリシャ連盟が共産系パルチザンを攻撃することを可能にした。後に1944年、ドイツと民族協和ギリシャ連盟のこの約束は終了し、ドイツ軍はギリシャ撤退を開始、そこでイギリスの外交使節が内戦の即時停戦を呼びかけている。しかし、イギリス政府は戦後のギリシャを担うのがカイロに存在したギリシャ亡命政府を中心として構想していたため、1943年のシチリア上陸作戦でギリシャ最大の抵抗組織である民族解放戦線を利用したにもかかわらず、共産党系である民族解放戦線の勢力拡大を抑制しようとしていた。
しかし、これには深い事情が存在し、イギリス首相ウィンストン・チャーチルは元国王ゲオルギオスを信頼できる同盟者とみなしていたが、共産系ゲリラ民族解放戦線、民族人民解放軍も非共産系ゲリラ民族協和ギリシャ連盟の双方ともゲオルギスの復帰を願っていなかった。これは占領前のメタクサスの独裁政治から続くこの苦難の原因を国王にあるとみなしていたからであった。そして、初期にはロンドンに滞在していた国王と亡命政府は1943年3月、カイロに移動したが、抵抗運動を正当化しないという立場を取っていた。そのため、イギリスの公式方針は国王ゲオルギオスの復帰支援を行うことであったが、ギリシャ国内ではそれを望むことがほとんど見られなかった。
1943年7月『国民軍』協定が結ばれ、合同総司令部が組織化されたが、その要員の多くは共産系ゲリラ出身者が多くを占めた。そのため、8月にゲリラ代表団はカイロに向かったが、ゲリラ・イギリス軍・亡命政府が一致することはなく、結局、失敗に終わり、代表団はギリシャの山岳地帯へ戻ることとなった。
1943年10月、民族協和ギリシャ連盟がドイツ軍と通じているとして民族人民解放軍は攻撃を開始したが、これはイギリスが占領以前の国王による統治を復活させ、民族協和ギリシャ連盟を足がかりに利用していると判断、ユーゴスラビアやアルバニアのように国内唯一のレジスタンスとしての存在を確実にして、戦後のギリシャでの地位を確実にしようとしたものであったが、イギリス軍は民族人民解放軍への補給を中止、民族協和ギリシャ連盟の消極的支援を行った。しかし、これは限定的なものにしかならず、1943年9月、ギリシャ＝イタリア間で停戦が合意されイタリア将兵数千名が降伏すると、民族人民解放軍はイタリア軍の装備を手中に収め、戦力を増強していた。しかし、この内戦状態はドイツ占領当局を利することとなり、ドイツ傀儡政府は共産主義への恐怖を抱いている人々を集め『防衛軍』の編成を行った。これらを重く見たゲリラたちは1944年2月、休戦条約を結んだが、民族協和ギリシャ連盟の勢力はイピルス地方に限定された。
これらの条件が存在していたにもかかわらず民族解放戦線は政治的目的を捨てたわけではなかった。すでに支持を失いつつあったエジプトの『亡命政府』に対抗し、なおかつ、ギリシャ山岳部における政府の役割を果たす目的で『国民解放政策委員会』が結成されていたが、これを統一政府とすることを主眼にエジプトに駐留していたギリシャ軍部隊内の民族解放戦線シンパは反乱を企てた。しかし、イギリス軍はこれを鎮圧、この反乱を見たチャーチルは、ソ連の赤軍がバルカン諸国に向けて進撃していたことと合わせて、戦後のギリシャが共産主義者によって牛耳られることを深く懸念せざるを得なかった。そこでチャーチルはバルカン半島における各国の権利の調整を図る『パーセンテージ』協定をモスクワで締結した。
しかし、この事は現地で抵抗を行っていたゲリラたちは知る由もなかった。
エジプトにおける共産主義者による反乱の影響により、亡命政府首相にはゲオルギオス・パパンドレウが就任、彼は反共産勢力と連携していたヴェロゼロス派が背後についており、イギリスにとっては不足の無い人物であった。イギリスの支援を受けたパパンドレウはギリシャの抵抗勢力を含む政治的勢力の全代表が出席したレバノン会議において統一政府の結成を開始した。ここで共産勢力は過去の反乱のために民族解放戦線が統一政府の閣僚ポストを5つ手に入れはしたが、主要閣僚ではなかった。ギリシャ山間部で戦い続ける指導部はこれを却下、パパンドレウの解任と主要ポストを要求した。しかし、ソ連が軍事使節団を送り込んだ8月、民族解放戦線はレバノン協定に急に同意したが、これには以前の「パーセンテージ協定」が絡んでいるとする説が存在する。
結局、停戦は実現せず、ギリシャは第二次世界大戦に引き続き、ギリシャ内戦を本格化することとなる。

## ギリシャ解放とその後

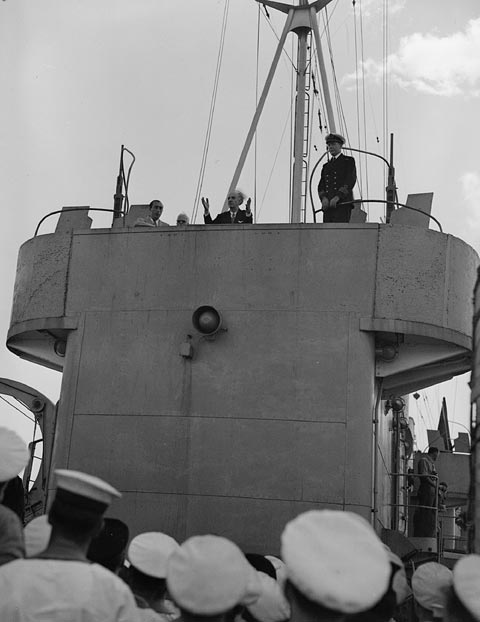
1944年10月16日、ギリシャ帰国の際にカナダ客船プリンス・デービッド上で演説するパパンドレウ

ウクライナより東進しているソビエト赤軍がバルカン半島のドイツ軍を孤立化させる恐れがあったため、1944年後半にドイツ軍はギリシャより撤退を開始していた。
1944年9月、民族人民解放軍が全土で一斉蜂起を行い、10月、イギリス軍のギリシャ上陸が行われ、11月4日、ドイツ軍が撤退するとパパンドレウは解放されたアテネに入り民族統一戦線内閣を編成、共産主義者も入閣することとなった。しかし、ドイツ占領下で崩壊した経済、寸断された交通網はギリシャに深刻な状況を作り出しており、すでに占領下で天文学的数字に達していたインフレはさらに膨れ上がることとなった。
解放された喜びもつかの間、パパンドレウとイギリスはゲリラを正規軍に置き換えるという問題に直面した。民族人民解放軍は男女合わせて約6万名存在、潜在的脅威と化していたが、すでに合意されているとされた手段に対し、共産主義者は軍の解体を拒絶、12月1日に民族解放戦線の閣僚は辞任、3日にはアテネにおいて抗議集会を開催した。デモ隊がシンダグマ広場へ差し掛かったとき、警官隊はこれを銃撃、死者15名を出すこととなった。
これを受けた民族人民解放軍はパパンドレウ政府の動揺を誘うために、アテネにおいてイギリス軍司令官スコビーの命令により民族人民解放軍の排除命令を受けたイギリス軍部隊と激しい市街戦を展開、さらにクリヴァス大佐率いる非正規部隊も民族人民解放軍攻撃に参加した。チャーチルと外務大臣アンソニー・イーデンはアテネへ向かったが、成果を挙げることはできなかった。そこでチャーチルはアテネ大主教ダマスキノスを摂政に置くことを国王ゲオルギオスに認めさせた。そして左派の懐柔を行い、平和裏に戦後体制を整えようとしていたパパンドレウは首相を辞任、共和派のプラスティラスが首相となり、民族解放戦線との停戦に乗り出した。そして、ギリシャでの共産勢力の封じ込めを決定していたイギリス政府はイギリス軍部隊をイタリアから派遣、困難を伴いながらもアテネでの優勢を勝ち取り、1945年1月半ば停戦にこぎつけたが、この事件は『十二月事件』と呼ばれ、ギリシャは内戦状態に突入した。

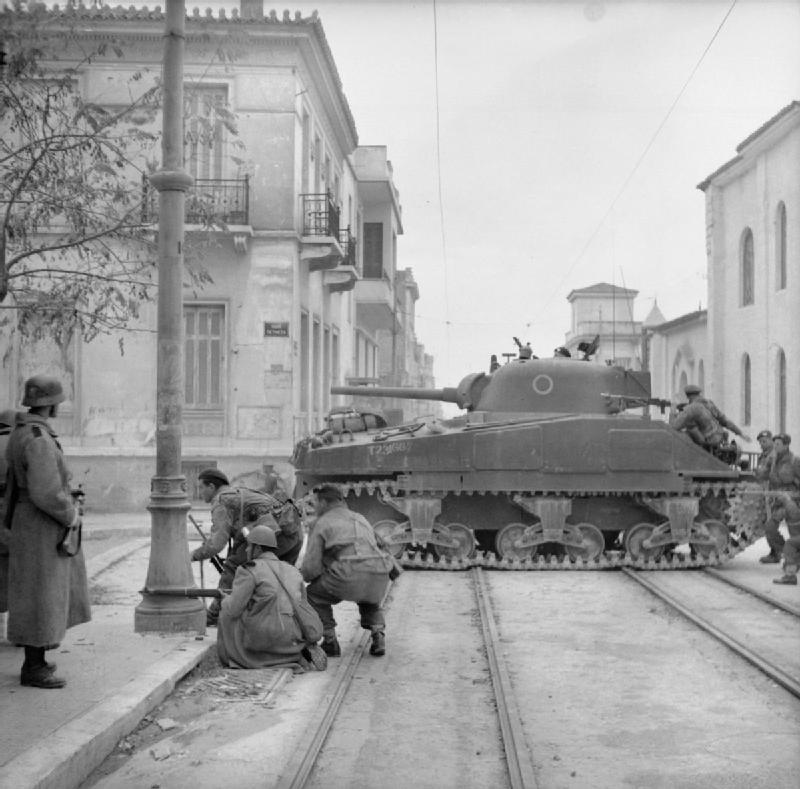
十二月事件の際、アテネ市内を警戒するイギリス軍スコットランド第二パラシュート旅団第五パラシュート大隊

2月半ば、ヴェルキザ協定が締結され、民族人民解放軍は武装解除を承諾、その見返りに『政治犯罪』における特赦の約束と議会選挙を行う前に君主制の是非についての国民投票を行うことを勝ち取った。しかし、この協定もイギリスは守る気もなく、民族解放戦線、共産党への弾圧を強化、対敵協力者を積極的に登用して軍、警察の強化を行ったため、ヴェルキザ協定は事実上、無効化された。そして、アテネにおけるこの市街戦はさらなる戦闘を招く結果になっただけであり、反共産主義者は共産主義者に対して無差別な復讐を行い、事実上の白色テロが展開された。
1945年末、首相にはセミストクリス・ソフリスが就任していたが、1946年3月31日に選挙を行い、その後、国民投票を行うと宣言、これも以前同意されたヴェルキザ協定に反するものであった。そのため、共産党はこれに抗議、ニコス・ザハリアディス指導のもと、投票を棄権した。そのため、選挙においては右派で人民党が主導権を握っていた右翼連合が圧倒的勝利を収めた。
| 政党           | 議席数 |
| -------------- | ------ |
| 人民党         | 191    |
| ギリシャ国民党 | 17     |
| 国民連合       | 56     |
| 自由党         | 42     |
| 共産党         | -      |
| その他         | 11     |

これらの勝利を受けて新たに生まれたツァルダリスを首班とする人民党政府は反動化、左派への弾圧の強化を行い、国王復帰をめぐる国民投票を有利にしようとしていた。結局、ツァルダリスは1948年3月に予定していた国民投票を1946年9月に繰り上げたが、これは国王の復帰を国民の68%が求めているという結果に終わり、ギリシャの右傾向化が決まった。
『十二月事件』以降、民族人民解放軍はファシストとの戦いではなくイギリス相手との戦いを交わしていたため、支持を失い、山間部に追いやられ、その流れが必然と化しつつあったが、共産党の内部では権力闘争を合法的に行うか武力闘争とするかは決定されておらず、さらに1945年5月、共産党のニコス・ザハリアディスが収容所から解放されるとヴェルキザ協定を受け入れた上で右派との妥協が公式路線とされた。しかし、これを民族解放戦線内の急進派やマケドニアの少数民族は拒否、北部山岳地帯へ結集して武力闘争を選択していた。一方で、国民投票で国王復帰を勝ち取ったツァルダリスは政府軍の大規模な増強を進めていた。
これらの状況を受け、共産党は武力闘争への傾向を見せ始め、1946年2月、山岳地帯で活動する共産系ゲリラへの支援を開始、マケドニア、テッサリア、イピロスでの反政府活動を強化、さらに1946年10月28日、共産党は民族人民解放軍の指導者マルコス・ヴァフィアディスを指導者としてギリシャ民主軍（DSE）を設立、1947年12月には共産党が非合法化された。これらの状況の悪化により、イギリスでは保守党から労働党へ政権が移行、パリ条約によってイギリス軍がギリシャに駐屯する意味を失ったことや財政危機に瀕したから影響力を失い、これまでギリシャ介入に批判的であったが、『トルーマン・ドクトリン』でギリシャへの経済援助を行っていたアメリカ合衆国が介入、両者の和解が最終的に閉ざされた。
1947年末、EDSはアルバニア国境近くの町、コニツァを首都として臨時人民政府（PDK、自由ギリシア臨時政府とも）の樹立を宣言、ユーゴスラビア、ブルガリア、アルバニアの共産主義国からの支援を受けたが、ソ連はすでに合意された『パーセンテージ協定』の影響からか支援を行わなかった。このため、アメリカの膨大な支援が存在し、制空権を握っていた政府軍が徐々に主導権を取り戻しつつあった。この状況下で共産党指導者ザハリアディスはマルコスを追放、自ら司令官に就任した。
政府軍の圧力が強まっていくにつれ、ギリシャ民主軍は徐々に追い詰められ、支配下の地域において人々を強引に挑発したため、ギリシャ民主軍の兵士の4割がスラブ・マケドニア人と化し、マケドニア人の民族自決権を宣言するにまで至ったが、これは戦間期に行われた不人気な政策に似通っていた上、政府はマケドニアのユーゴスラビア割譲を共産党が行おうとしているとして宣伝、共産党の人気を貶めることとなった。そのため、共産党はこれを否定したが、今度は少数民族の離反を招くこととなり、悪循環には歯止めがかからなかった。そしてギリシャ民主軍は政府による児童誘拐を防ぐという口実で、約2万5千から2万8千名の児童を近隣の共産諸国へ送り込んだが、これを政府はオスマン帝国時代の『デヴシルメ（キリスト教徒を狩りだし、イェイニチェリにする徴用制度）』を引用して『ペゾマゾマ（子供狩り）』として、これを非難さらに人気を落とすこととなった。
さらに国際情勢も悪化しており、1948年、ユーゴスラビア共産党がコミンフォルムより追放されるとギリシャ共産党はソビエト共産党の支持を宣言、このため、ユーゴスラビアは支援の打ち切りとギリシャ民主軍に対する国境封鎖を実行した。そしてアメリカ支援をうけ、1949年1月、第二次世界大戦時、アルバニアでイタリア軍を圧倒したパパゴスが政府軍総司令官に就任して指揮が高まっていた政府軍の前にギリシャ民主軍は劣勢を強いられ、1949年夏、グランモス、ヴィツィでの激戦で敗退、アルバニアへ退却することとなった。さらに、アメリカはツァルダリスの極右的政策が共産勢力の支持を生んでいるとしてその改善を求め、自由主義者のテミストクリス・ソフリスが首相に就任、ソフリスは懐柔政策を採用、恩赦などを駆使して4,000名近いゲリラの武装解除に成功した。
1949年10月、ギリシャ共産党指導部は戦闘の一時中止を宣言、事実上、内戦は終わりを告げ、ギリシャ民主軍の残存将兵は東欧やソ連で亡命生活を行うことを余儀なくされた。
なお、1911年、イタリア・トルコ戦争においてイタリア領となっていたドデカネス諸島は1947年、ギリシャ領となり、ギリシャは第二次世界大戦で領土を得た、数少ないヨーロッパ諸国の1つとなった。

## ギリシャにおけるホロコースト

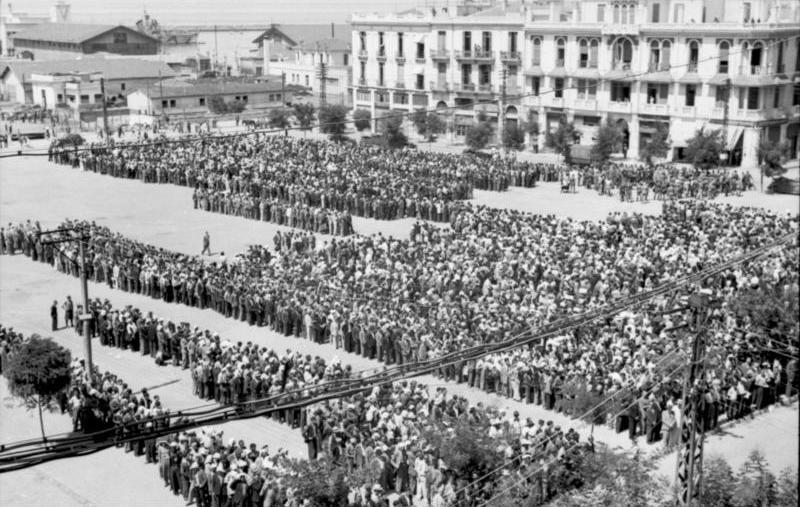
1942年7月、リストに登録されるユダヤ人、テッサロニキ。

第二次世界大戦以前、ギリシャのユダヤ人には大きく分けて、2グループが存在しており、1つ目が古代ギリシャより存在していたロマニオット、そして中世にスペインの宗教裁判から逃れて、テッサロニキに在住したセファルディムでこちらは50,000人以上、存在した。特に後者は5世紀の間、都市において経済において顕著な活動を見せており、第一次バルカン戦争の間に各都市がギリシャの州に統合されたが、彼らはそれに統合されることはなかった。
ギリシャ降伏後、テッサロニキはドイツの管理下となり、トラキアはブルガリアの管理下となった。当初の保証にもかかわらず、ドイツ、ブルガリアは徐々に反ユダヤ活動を行うよう圧力をかけ始めた。ユダヤ系新聞社は事業停止を命令され、各地方に反ユダヤ主義の宣伝を行うよう奨励された。またドイツ、ブルガリア占領域のユダヤ人はギリシャ人と区別できるよう、ダビデの星の着用を強制された。ナチス統制下のマスコミがユダヤ人への敵意を煽り、ユダヤ一家は家を追い出され、検挙された。1942年、ドイツ軍はテッサロニキの古いユダヤ人墓地を破壊、その墓石は歩道、壁などの建築資材として使われた。現在、その古い墓地はテッサロニキのアリストテレス大学（Aristotle University of Thessaloniki）のキャンパス内に静かに佇んでいる。

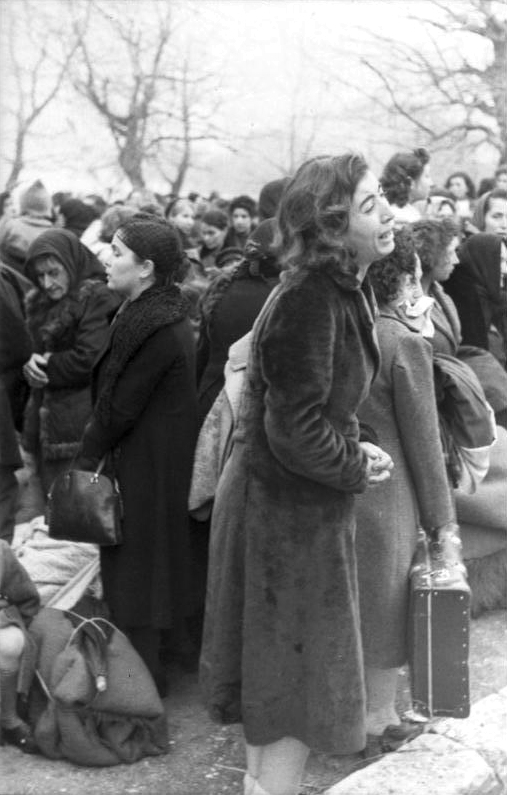
1944年3月25日、イオアニアより追放され、途方に暮れるユダヤ人女性。これらのユダヤ人はアウシュヴィッツ＝ビルケナウ強制収容所へ1944年4月11日に到着、その直後に殺害された。

その後、告示されたユダヤ人追放の予告にもかかわらず、大部分のユダヤ人は家を離れることを嫌がっていたが、数百のユダヤ人は町から逃げ出すことに成功した。1943年3月、ドイツ、ブルガリア両国は大規模なユダヤ人追放を開始、テッサロニキとトラキアのユダヤ人をアウシュビッツやトレブリンカの強制収容所へ鰯を積むような有蓋貨車に詰め込み、長旅を行わせた。夏までにはイタリア占領区域を除く、ドイツ、ブルガリア占領区域のユダヤ人は、ほとんど存在しなくなった。テッサロニキのユダヤ人資産は特別委員会（YDIP、Service for the Disposal of Jewish Property、ユダヤ資産処分委員会）が設立され、特別委員会によって指定されたギリシャの「管理人」に分配された。さらに、委員会は、大勢の難民に住処や仕事を与える代わりに、委員、またはその家族、親類、協力者にその利益を分配した。そして、全盛期に『マルカ・イスラエル（イスラエルの女王）』と呼ばれたテッサロニキのセファルディム・コミュニティは消滅、生き残ったものは少数であった。
1943年9月、イタリア降伏後、ナチス・ドイツはイタリア占領区域へ侵攻、その地域のユダヤ人も標的となることとなった。しかし、ロマニオットのユダヤ人はギリシャ社会によく溶け込んでおり、ドイツはキリスト教徒と区別することが容易でなく、また、キリスト教徒の間でもドイツへ反感が強かったため、反ユダヤの宣伝も効果が少なかった。ユダヤ共同体のリーダーたちがラリス首相に訴えたとき、ラリスはテッサロニキのユダヤ人が破壊活動を行ったために、追放されたと説明することにより、彼らの恐れていることを緩和しようとした。同時に、アテネの大ラビ、エリアス・バルジライ（Elias Barzilai）はユダヤ事務部に呼び出され、ユダヤ人コミュニティのメンバーの氏名、住所のリストを提出するよう命令された。しかし、バルジライ はリストを含む書類を破棄、このため、何千人ものアテネ在住のユダヤ人は命を救われることとなり、さらにバルジライはユダヤ人たちに逃亡するか、隠れるよう要請した。数日後、バルジライは民族解放戦線、民族人民解放軍らに救出され、ギリシャパルチザン活動に身を投じることとなる。このように民族解放戦線、民族人民解放軍らは何百人ものユダヤ人の逃亡を援助したが、その多くのユダヤ人たちはパルチザンに加わった。
戦前のユダヤ人の内、犠牲となったのはテッサロニキでは91%、アテネでは丁度50%、ヴォロス（Volos）のような少ない地域でも36%に及び、全体では約81%（約60,000人）が犠牲となった。また、ブルガリア占領区域では90%を越えるユダヤ人が犠牲となった。一方で、イオニア諸島のザキントス島ではユダヤ人はかくまわれ、275人全員が生き残った。

## 戦後文化への影響
ギリシャ、特に島々が枢軸国に占領されたことにより、多くの書籍や映画で題材として扱われた。
- 映画『将軍月光に消ゆ』（1957年） - 実話に基づくイギリス軍特殊部隊によるクレタ強襲が描かれる。
- 小説『ナヴァロンの要塞』およびその映画化『ナバロンの要塞』（1961年）
- 映画『オフサイド7』（1979年）
- 映画『断固戦う人々』（1954年） - 虚構のイギリス軍特殊部隊の活躍など、イギリスの活躍が描かれている。
- 小説および映画『コレリ大尉のマンドリン』（2001年）